# Buky nad Bečovem
Buky nad Bečovem je v současnosti jeden památný strom – buk lesní (Fagus sylvatica) v okrese Karlovy Vary v Karlovarském kraji. Původně se jednalo o skupinu dvou stromů, v předjaří 2002 byl jeden strom odstraněn a byla zrušena jeho ochrana.

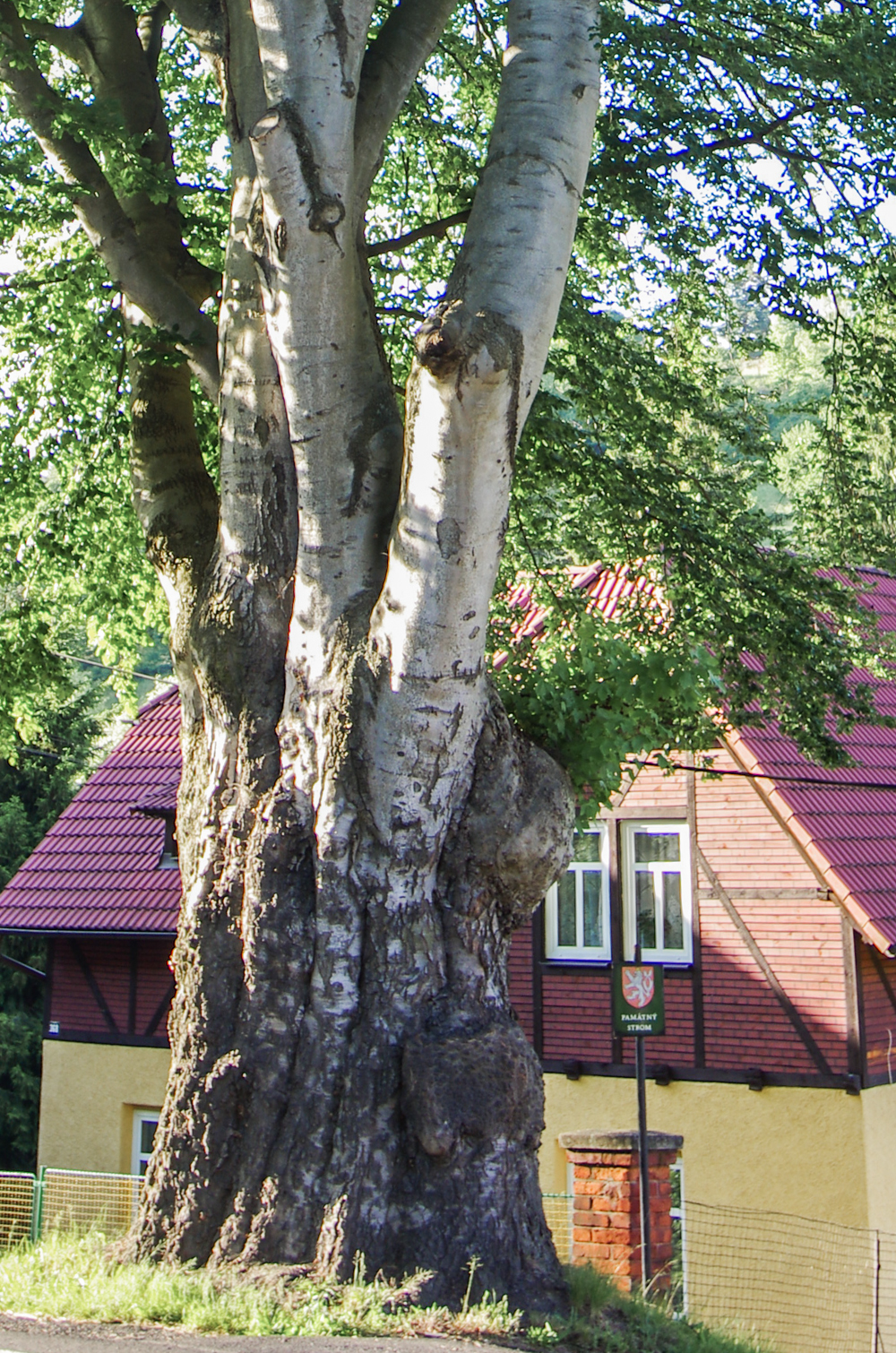
detail kmene

Zbylý strom, který roste na levé straně silnice z Bečova do Toužimi před čp. 368 má válcovitý kmen, který se rozvětvuje v přibližně ve třech metrech na pět hlavních kosterních větví připomínajících dlaň. Strom má velmi hustou souměrnou korunu vejcovitého tvaru, měřený obvod 510 cm, výšku 26 m (měření 1994).
Za památný byl vyhlášen v roce 1986 jako esteticky zajímavý strom, významný stářím a vzrůstem.

## Stromy v okolí
- Chodovský buk
- Lípy u fary v Bečově
- Dub u hudební školy
- Lípa v Odolenovicích